# Генрик Слабчик
Генрик Слабчик (пол. Henryk Słabczyk; 1 січня 1925, Антолька — 27 жовтня 1973, Варшава) — польський комуніст, генерал громадянської міліції, керівний функціонер держбезпеки. Заступник міністра внутрішніх справ ПНР у 1969—1973 роках, з 1971 року — кандидат у члени ЦК ПОРП. Брав активну участь у придушенні студентських протестів у Варшаві у 1968 році та робітничих протестів на Балтійському узбережжі у 1970 році.

## Партизан часів окупації
Народився у сім'ї сільськогосподарського робітника. Сам із дванадцятирічного віку працював на полях у Чапле-Малі. Згодом сім'я поправила своє матеріальне становище: Ян Слабчик, батько Генрика Слабчика, став власником селянського господарства.
У 1942 році, під час нацистської окупації, вступив у комуністичну ПРП та у Гвардію Людова. Поширював підпільні агітаційні матеріали, брав участь у диверсіях на залізницях. Носив партійний псевдонім Pomidorek. У 1944 році служив у 1-й бригаді Армії Людова імені Землі Краківської.

## Офіцер громадянської міліції

### Службова кар'єра
З 1945 року Слабчик вступив на службу до Громадянської міліції. Починав рядовим міліціонером у Мехуві (Малопольське воєводство, Меховський повіт, звідки сам був родом). Потім — заступник сільського коменданта міліції у Тчиці та Харшниці (Малопольське воєводство, гміна Харшниця). З листопада 1946 року до листопада 1948 року виконував обов'язки інструктора політико-виховної частини у повітській міліції Нового Торга.
У 1948—1950 роках проходив навчання у міліцейських училищах Слупська та Лодзя, сам викладав політико-виховну частину. З 1948 року перебував у ПОРП. У 1951—1953 роках пройшов курс Партійної школи при ЦК ПОРП. Згодом, у 1966 році, закінчив Вищу школу соціальних наук при ЦК ПОРП і здобув наукове звання магістра історії.
У 1953—1954 роках Слабчик у званні майора міліції був заступником воєводського коменданта у Сталіногруді (тодішня назва Катовіце). У 1954 році, коли наказом Міністерства громадської безпеки ПНР були засновані курси підготовки офіцерів громадянської міліції у Щитно, майор Слабчик став першим комендантом цієї установи.
У 1958—1965 роках підполковник Слабчик — комендант громадянської міліції Лодзя. Одночасно перебував у воєводському комітеті ПОРП. Був нагороджений орденом «Прапор Праці» 2-го ступеня.

### Варшавський комендант
1 жовтня 1965 року Генрик Слабчик у званні полковника отримав призначення комендантом громадянської міліції Варшави. Обіймав цю посаду до 28 травня 1969 року. Був найвпливовішим членом Варшавського комітету ПОРП.
На цей період припали студентські протести у березні 1968 року, придушені під керівництвом Слабчика. При цьому Слабчик прославився застосуванням спеціальних методів розгону демонстрацій силами ЗОМО — «вбиванням міліцейських клинів» — які, за деякими оцінками, відтоді застосовуються для придушення вуличних заворушень поліцією різних держав, зокрема ОМОН у РФ. У доповідній записці ЦК секретар Варшавського комітету ПОРП Станіслав Каня (майбутній перший секретар ЦК ПОРП) особливо наголосив на «заслугах варшавської міліції на чолі з товаришем Генриком Слабчиком у важкі дні березня 1968 року».

## Генерал і заступник міністра

### Куратор держбезпеки
1 червня 1969 року Генрика Слабчика було призначено заступником міністра внутрішніх справ ПНР. Того ж року він отримав звання генерала бригади.
Слабчик займався кількома функціональними структурами Служби безпеки ПНР — контррозвідкою, адміністрацією, прикордонною охороною, спостереженням за іноземцями, соціальними питаннями, радіоконтролем, охороною здоров'я. Міністерський пост обіймав тоді юрист Казімєж Світала, який не мав серйозного впливу у силових структурах. Фактично на чолі МВС стояли генерали міліції Богуслав Стахура, Тадеуш Петшак і Генрик Слабчик.

### Роль у подіях 1970/1971
У грудні 1970 року у містах Балтійського узбережжя піднялися робітничі протести. 14 грудня Генрик Слабчик прибув до Тримісто й увійшов до складу оперативного штабу придушення — поряд з такими діячами, як Зенон Клишко, Станіслав Кочелек, Алоїзій Каркошка, Гжегож Корчинський, Францишек Шляхциц.
Генерал Слабчик дотримувався жорсткої позиції, виступав за негайний арешт членів страйкового комітету, віддавав відповідні розпорядженню коменданту гданської міліції полковнику Кольчинському, організовував перекидання до Гдині додаткових сил міліції зі Слупська. Цей епізод зображений у «Баладі про Янека Вишневського»: «Jeden zraniony, drugi pobity. Krwi się zachciało słupskim bandytom. To partia strzela do robotników» (Хтось поранений, хтось побитий. Крові захотілося слупським бандитам. Це партія стріляє у робітників). У січні 1971 року Слабчик брав участь у придушенні страйку у Щецині (лише втручання Едварда Герека з його компромісною позицією запобігло новому силовому зіткненню).
Грудневе кровопролиття 1970 року призвело до зміни партійно-державного керівництва ПОРП. Багато високопоставлених функціонерів втратили свої посади. Однак Генрика Слабчика це не торкнулося. Він залишився на колишній посаді, хоча його функції дещо змінилися: замість опікування прикордонною охороною він отримав керівництво західнонімецьким напрямом розвідки та контррозвідки. Його політичний вплив навіть посилився — 11 грудня 1971 року, на VI з'їзді ПОРП, Генрик Слабчик став кандидатом у члени ЦК. Перебував також у керівництві Союзу борців за свободу та демократію.

## Смерть і пам'ять
Генрик Слабчик раптово помер у віці 48 років. Похований на цвинтарі Військові Повонзки. На церемонії була присутня представницька партійно-урядова делегація: секретарі ЦК ПОРП Станіслав Каня та Єжи Лукашевич, перший секретар Варшавського комітету ПОРП Юзеф Кемпа, функціонер секретаріату ЦК Здзислав Жандаровський, завідувач адміністративного відділу ЦК Теодор Палимонка, міністр внутрішніх справ ПНР Станіслав Ковальчик.
У 1976 році ім'ям Генрика Слабчика було названо училище молодших офіцерів у Пілі й одна з варшавських шкіл. Ці імена були скасовані у 1990 році після зміни суспільно-політичного устрою Польщі та звільнення від комуністичної диктатури.
Генрик Слабчик був одружений, дітей у шлюбі не мав.